# Giorgio Cavazzano
| Portal | Portal:Disney |

Giorgio Cavazzano (født 19. oktober 1947) er mest kendt som tegner af Anders And og Mickey Mouse.  
Cavazzanos karriere indenfor tegneserier startede da han som ung blev rentegner  (inker) for sin fætter Luciano Capitano. Senere arbejdede han bl.a. for 2 andre tegnere ligeledes bosiddende i Venedig, nemlig Luciano Gatto og Romano Scarpa. 1967 kunne han selv smykke sig med samme titel som de to sidstnævnte; nemlig Disney-tegner. Hans forbindelser til bl.a. Scarpa havde muliggjort hans egen debut som Anders And-tegner.  Cavazzanos første Disneyhistorie ”Paperino e il singhiozzo a martello” blev publiceret i ”Topolino” nr. 611 og havde manuskript af Osvaldo Pavese. 
Cavazzano begyndte samtidigt med sin voksende produktion af  Paperino og Topolino-historier at tegne en mængde andre serier udenfor Disney-universet i samarbejde med forskellige manusforfattere og idemænd. Serienavne som ”Smalto & Johnny”, ”Altai & Johnson”, ”Slim Norton”, ”Capitan Rogers”, ”Silas Finn”, ”Big Bazoom”, ”Timothèe Titan”, “Walkie e Talkie” og “Oscar e Tango” er nogle eksempler på hans alsidighed og store produktion gennem årene. Ingen af serierne har dog opnået den brede opmærksomhed udenfor hjemlandet som Cavazzanos Andeby-seriestriber har fået.
Cavazzanos tegnestil har gennem årene udviklet sig fra en Scarpa-inspireret løs stil til en meget klar og teknisk perfektioneret stil, uden dog at være kedelig.
Især mestrer han at gengive teknologi, elektronik og mekanik i miljøet omkring personerne på en måde, så man aldrig er i tvivl om, at man befinder sig på f.eks. et rumcenter eller i et tv-studie, hvor visse andre tegnere kan få den slags steder til at ligne en skrothandel. Det kan måske lyde ligegyldigt, men det er uden tvivl med til at give især de spændende krimi- eller science fiction-agtige historier netop det anstrøg af realisme og troværdighed, som gør at man lever sig helt ind i historien, og bider negle lige til det sidste som var det en velproduceret film, man sad i biografens mørke og fulgte med i.
Gennem årene har Cavazzano bidraget flittigt til Jumbobøgerne, ofte i samarbejde med manuskriptforfatterne Giorgio Pezzin og Rodolfo Cimino. Cavazzano har tegnet den første historie med rum-anden Quack, skrevet af Carlo Chendi, men en af de ting, han nok er mest kendt for, er en tegneserieversion af filmen Casablanca med Humphrey Bogart og Ingrid Bergman. I den sort/hvide (!) tegneserie, som han selv har skrevet manuskriptet til, er Rick (spillet af Mickey) blevet til ”Mick”, og Captain Renault spilles naturligvis af  Striks. Også her skinner Disneys mærkelige modstand mod alt hvad der minder om krig og  ulykkelige slutninger imidlertid igennem, idet filmens Nazityskland her er blevet til landet ”Zabellan”, og desuden ender det hele lykkeligt og uden skudepisoder, hvilket man vel ikke ligefrem kan sige om filmen.
Der er ingen tvivl om, at Cavazzanos flotte og perfektionistiske stil også har inspireret andre tegnere, bl.a. skulle Cavazzanos kollega udi Disneytegning Massimo de Vita have været påvirket af  stilen, hvilket man da også gerne tror på når man ser De Vitas moderne, strømlinede streg.
Siden 1998 har Giorgio Cavazzano haft en overordnet stilling på det berømte franske blad ”Pif”, men skulle angiveligt stadig være tilknyttet ”Topolino”, og hans tegninger kan også engang imellem ses i Jumbobøgerne endnu.